# بنیاد شهید و امور ایثارگران
بنیاد شهید و امور ایثارگران سازمانی دولتی در ایران است که مسئولیت اصلی آن رسیدگی به امور جانبازان و خانواده‌های جان‌باختگان در خلال جنگ ایران و عراق است. گرچه این سازمان در زمینه‌های مختلف اقتصادی، فرهنگی، خدمات درمانی و آموزشی نیز فعالیت می‌کند. این نهاد دارای شخصیت حقوقی مستقل، همچنین استقلال مالی و اداری است و بر اساس آیین‌نامه‌های نهادهای وابسته به ریاست‌جمهوری و با نظارت رهبر جمهوری اسلامی اداره می‌شود. ریاست بنیاد از یک سو با حکم رئیس‌جمهور تحت عنوان رئیس بنیاد و برای مدّت ۴ سال منصوب می‌شود و از سوی دیگر توسط رهبر جمهوری اسلامی، تحت عنوان نماینده ولی‌فقیه در بنیاد حضور دارد. هم‌اکنون در دولت چهاردهم ریاست بنیاد شهید برعهدهٔ سعید اوحدی است.

## تاریخچه
ایدهٔ اوّلیه تأسیس چنین نهادی، به سال ۱۳۴۲ و بعد از تظاهرات ۱۵ خرداد بازمی‌گردد. در آن زمان گروهی از روحانیون مبارز به فکر رسیدگی به خانوادهٔ چند نفر جان‌باختهٔ این تظاهرات افتادند، ولی این تشکیلات تا زمان وقوع انقلاب ۱۳۵۷، در عمل شکل نگرفت و شکل‌گیری آن تنها در حد یک ایده باقی ماند.

### بنیاد شهید انقلاب اسلامی
بنیاد شهید انقلاب اسلامی در ۲۲ اسفند ۱۳۵۸ بر اساس دستور روح‌الله خمینی که شامل ۱۰ بند بود و به ریاست مهدی کروبی، برای رسیدگی به وضعیت خانواده‌های جان‌باختگان و نیز رسیدگی به امور معلولین و آسیب‌دیدگان در خلال درگیری‌های پراکنده در سال ۱۳۵۷ تا زمان وقوع انقلاب، تشکیل شد.

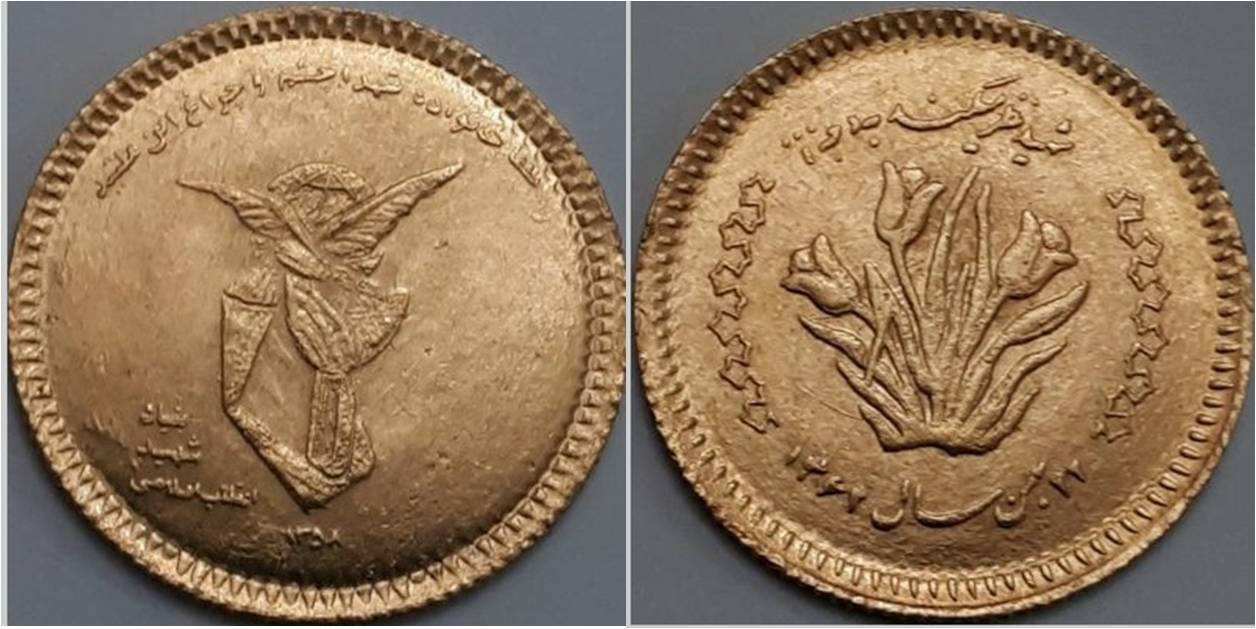
سکه طلای بنیاد شهید انقلاب اسلامی در قطع ربع با دو جمله از روح‌الله خمینی، در دو طرف سکه

### بنیاد شهید و امور ایثارگران
در تاریخ ۱۹ اردیبهشت ۱۳۸۳ بر اساس دستور رهبر جمهوری اسلامی و نیز مصوبهٔ شورای عالی اداری، طرح تجمیع نهادهای ایثارگران در ساختاری یکپارچه توسط دولت وقت تصویب شد و بدین ترتیب بنیاد شهید انقلاب اسلامی به بنیاد شهید و امور ایثارگران تغییر نام داد.

## تعداد اعضا
محمدعلی شهیدی، رئیس وقت بنیاد شهید و امور ایثارگران در ۲۶ آذر ۱۳۹۲ آمار افرادی را که از تسهیلات این نهاد استفاده می‌کنند، شامل خانواده‌های ۲۲۰ هزار نفر از جان‌باختگان جنگ، ۵۰۵ هزار نفر از جانبازان و ۵۰ هزار نفر از اسیرشدگان در طی جنگ ایران و عراق اعلام کرد که بر اساس این آمار، تعداد خانواده‌های تحت پوشش این بنیاد در مجموع بالغ بر ۷۷۵ هزار خانوار برآورد می‌شود.

## ریاست بنیاد
رئیس بنیاد شهید و امور ایثارگران بالاترین مقام اجرایی این نهاد است که به پیشنهاد رئیس‌جمهور، با تأیید رهبر جمهوری اسلامی و با حکم رئیس‌جمهور به مدّت ۴ سال منصوب می‌شود و مسئولیت مدیریت این مؤسسه را در اداره و انجام امور مالی، اداری و فرهنگی برعهده دارد. از زمان تجمیع مأموریت ارائه خدمات به خانواده‌های شهدا و جانبازان و آزادگان در سال ۱۳۸۳، حسین دهقان و مسعود زریبافان به ترتیب ریاست این نهاد را برعهده داشتند و محمدحسن رحیمیان نیز نماینده رهبر در بنیاد بوده است. در دولت حسن روحانی به مدّت هفت سال، سید محمدعلی شهیدی محلاتی هر دو سمت را برعهده داشت و در سال پایانی دولت روحانی ریاست این بنیاد به سعید اوحدی سپرده شد و یوسفعلی شکری نیز نماینده رهبر در بنیاد از ۱۳۹۹ تا ۱۴۰۲ بوده است. پس از استعفای شکری، از ۱ مرداد ۱۴۰۲ با حکم علی خامنه‌ای، سید رمضانعلی موسوی‌مقدم نماینده رهبر در بنیاد است. در دورهٔ ریاست‌جمهوری ابراهیم رئیسی و دولت سیزدهم، ریاست بنیاد نیز برعهدهٔ سید امیرحسین قاضی‌زاده هاشمی بود. در دولت چهاردهم، ریاست بنیاد دوباره برعهدهٔ سعید اوحدی گذاشته شد.

## بودجه
بودجهٔ بنیاد شهید در سال‌های اوّلیه تأسیس، از محل وجوهات شرعی و اموال مصادره شده در ابتدای انقلاب تأمین می‌شد. در سال ۱۳۶۴ با درخواست سرپرست وقت بنیاد شهید و موافقت روح‌الله خمینی، بخشی از اموال مصادره شده، برای تأمین هزینه‌های مالی، در اختیار بنیاد قرار گرفت. پس از تصویب اساسنامه بنیاد، منابع مالی آن از محل کمک‌های مالی رهبر جمهوری اسلامی، کمک‌ها و اعتبارات مصوب‌شده در بودجه عمومی دولت و درآمدهای ناشی از فعالیت‌های اقتصادی شرکت‌های زیرمجموعه این مؤسسه، تشکیل می‌شود.

## سازمان‌ها و شرکت‌ها
برای تأمین اهداف بنیاد، واحدهای مختلفی در این مؤسسه ایجاد شده است. مهم‌ترین واحدهایی که تحت سرپرستی بنیاد شهید انقلاب اسلامی فعالیت می‌کنند شامل: واحدهای فرهنگی، واحد مسکن، دایره ازدواج، مراکز پزشکی و سازمان اقتصادی هستند که با تحول در ساختار سازمانی و تجمیع نهادهای مختلف ایثارگری در این سازمان، در سال ۱۳۸۳ تغییراتی در واحدها و سازمان‌های وابسته به آن ایجاد شد.

### سازمان اقتصادی بنیاد شهید
در سال ۱۳۶۷ در پی تغییراتی در واحد امور اقتصادی، سازمان اقتصادی بنیاد شهید انقلاب اسلامی تشکیل شد. این سازمان عهده‌دار مدیریت و اداره حدود ۱۸۰ شرکت فعال در زمینه‌های صنعتی، تجاری، ساختمانی و کشاورزی است.

### بانک ایران زمین
بانک ایران زمین، در اسفند ۱۳۸۹ در پی ارتقای ساختار مؤسسه مالی و اعتباری مولی الموحدین به بانک تأسیس شد. سهام این بانک در سال ۱۳۹۰ در بازار بورس اوراق بهادار تهران عرضه شد و هم‌اکنون اکثریت سهام آن متعلق به بنیاد شهید و امور ایثارگران است. شعبه مرکزی بانک ایران زمین در شهر تهران قرار دارد. این بانک هم‌اکنون مالک شبکه‌ای از ۳۳۱ شعبه است.

### شرکت سرمایه‌گذاری شاهد
شرکت سرمایه‌گذاری شاهد، در سال ۱۳۶۴ به منظور کمک به تأمین آتیه اقتصادی فرزندان جان‌باختگان جنگ ایران و عراق، به صورت شرکت سهامی خاص تأسیس شد. این شرکت در بخش‌های تولید، صنعت، بازرگانی، کشاورزی، بازار بورس و مبادلات سهام فعالیت می‌کند.

### سازمان اقتصادی کوثر
سازمان اقتصادی کوثر و زیرمجموعه‌های آن همچون مجتمع‌های فرهنگی سیاحتی کوثر، از سازمان‌های اقتصادی وابسته به بنیاد شهید است، که در سال ۱۳۷۲ برای بهره‌برداری و توسعه فضاهای فرهنگی، سیاحتی، تفریحی و ورزشی متعلق به بنیاد، ایجاد شد. این سازمان دارای اردوگاه‌های تفریحی، مهمان‌سرا، هتل، مجتمع فرهنگی، سینما و چاپخانه است و در بخش اقتصادی نیز مدیریت بالغ بر ۱۹۰ شرکت و مؤسسه تجاری را برعهده دارد.

### سازمان پزشکی شفا
سازمان پزشکی شفا، از مؤسسات اقتصادی وابسته به بنیاد شهید است که در زمینهٔ ارائهٔ خدمات پزشکی و درمانی در داخل و خارج از ایران فعالیت می‌کند و مالکیت ۴ بیمارستان، ۷ کلینیک تخصصی، ۱۴ داروخانه و یک شرکت داروسازی را در اختیار دارد.

### سازمان اموال و املاک بنیاد شهید
سازمان اموال و املاک بنیاد شهید، طی حکم شماره ۲۳۳۶ دادگاه‌های انقلاب در سال ۱۳۶۰ زیر نظر سرپرست بنیاد شهید، برای مدیریت و استفاده از املاک و مستغلات مصادره شدهٔ پس از انقلاب ۵۷، ایجاد شد. این سازمان هم‌اکنون عهده‌دار وظایف نگهداری، اجاره و فروش این املاک است که درآمد آن بخش مهمی از بودجهٔ داخلی بنیاد را تأمین می‌کند.

### طرح شاهد
پس از دستور روح‌الله خمینی مبنی بر رسیدگی به امور فرزندان و خانواده‌های درگذشتگان جنگ ایران و عراق، طرح شاهد با همکاری وزارتخانه‌های آموزش و پرورش، فرهنگ و ارشاد، آموزش عالی و بهداشت، درمان و آموزش پزشکی شکل گرفت. سپس طرح مدارس شاهد برای ارائهٔ خدمات پرورشی و آموزشی در بنیاد شهید راه‌اندازی شد. بنیاد شهید از طریق مدیریت این طرح تا سال ۱۳۷۶ در مجموع مالکیت ۷۱۶ مدرسه را در اختیار داشت.

### دانشگاه شاهد
در بخش آموزش عالی، با اختصاص سهمیهٔ ویژه به فرزندان و خانواده‌های ایثارگران در آزمون کنکور ورودی به دانشگاه‌های سراسر کشور و نیز با هدف ارائهٔ تسهیلات و خدمات آموزشی به این افراد، دانشگاه شاهد در سال ۱۳۶۹ تأسیس شد و هم‌اکنون این دانشگاه در رشته‌های مختلف فعالیت می‌کند و کانون‌های متعدد شاهد نیز ذیل این دانشگاه، در سراسر ایران فعال هستند.

### واحد مسکن
واحد مسکن بنیاد شهید برای تأمین مسکن خانوادهٔ ایثارگران و جان‌باختگان جنگ ایران و عراق، از طریق ساخت خانه، تحویل زمین، پرداخت وام مسکن و ارائهٔ انواع وام‌های اضطراری، اسکان در ساختمان‌های مصادره‌ای، تعمیرات مسکن، پرداخت اجاره‌بها و تأمین مصالح ساختمانی فعالیت می‌کند.

## اتهامات فساد و پولشویی
در مردادماه سال ۱۳۹۱ اعلام شد، در جریان بررسی وضعیت مالی سازمان بنیاد شهید که توسط سازمان بازرسی کل کشور صورت گرفته، مشخص شده است که یکی از مدیران بخش تسهیلات این سازمان توانسته در قضیهٔ قرارداد بیمه عمر ایثارگران که بین بنیاد شهید و یک شرکت بیمه‌گذار منعقد شده، حداقل مبلغ ۴ میلیارد تومان را اختلاس کند.
کارگروه تحقیق و تفحص از بنیاد شهید و امور ایثارگران در حالی از دست داشتن برخی مدیران این بنیاد در این اختلاس خبر داد که مسعود زریبافان رئیس وقت بنیاد شهید مدعی شد: «چیزی از سرمایه بانک دی سوخت نشده، همهٔ اموال عوامل آن توقیف شده‌اند و منتظر رأی دادگاه هستیم.» متهم این پرونده که گفته شد دو سال قبل از افشای اختلاس، از بنیاد بازنشسته شده، این مبلغ را در جریان پرداخت حق بیمه افراد تحت پوشش قرارداد مذکور اختلاس کرده است. اعلام شد این پرونده از اوایل سال ۱۳۸۸ و پس از درخواست شرکت بیمه‌گذار از بنیاد شهید، برای جبران خسارت و ضرر و زیان حاصله از قرارداد مذکور تحت بررسی قرار می‌گیرد.
غلامعلی جعفرزاده عضو هیئت رئیسه تحقیق و تفحص مجلس از بنیاد گفت:
در کمال ناباوری دیدیم که هر چه جلوتر می‌رویم، ابعاد فسادها گسترده‌تر می‌شود. فساد ۱۷۰ میلیارد تومانی، اعطای ۸ هزار میلیارد تومان وام بدون ضمانت و با تبانی، کلاهبرداری از صرافی یکی از بانک‌ها در دوبی به مبلغ ۴۳۳ میلیون درهم، وجود ۵۰ تا ۷۰ نفر در یک شبکهٔ فساد با همکاری برخی مدیران وقت بنیاد شهید و معامله با افراد و بخش‌های ممنوع‌المعامله، بخشی از مفاسدی است که در طول تحقیق و تفحص مجلس از این بنیاد، در دوران مدیریت مسعود زریبافان کشف و اعلام شد.
همچنین امیرحسین قاضی‌زاده هاشمی، رئیس پیشین بنیاد شهید ایران در مصاحبه‌ای اعلام کرد که تنها یکی از شرکت‌های زیرمجموعهٔ این بنیاد ۵ هزار میلیارد تومان اختلاس کرده است. قاضی‌زاده در گفت‌وگو با خبرگزاری تسنیم با اشاره به حجم کلان فساد مدیران برخی نهادها و سازمان‌های اقتصادی و مالی زیر نظر بنیاد شهید گفت: «یک گروه عمده‌ای از مدیران بانک دی دستگیر شدند و در زندان هستند. هنوز ما حجم خساراتی را که وارد شده است و اختلاس‌هایی را که اتفاق افتاده است، نمی‌دانیم.» قاضی‌زاده فساد را فقط به بانک دی منحصر ندانست و تأکید کرد که همین مسائل در «مجموعه کوثر» یا در «مجموعه صندوق ذخیره شاهد» و «جاهای مختلفی» که اخبارش هر از چند گاهی به گوش می‌رسد، هم وجود دارد.
سازمان اقتصادی کوثر از سازمان‌های مهم اقتصادی است که دارای بزرگ‌ترین کارخانهٔ خوراک دام و طیور، دامداری، مزرعه و باغ‌های فراوانی در ایران بوده و زیر نظر بنیاد شهید اداره می‌شود. این سازمان که گردش مالی سالانهٔ آن هزاران میلیارد تومان است، تاکنون هرگز مورد تحقیق و تفحص قرار نگرفته و از حجم کلان درآمدها و نحوهٔ هزینه‌کرد منابع مالی آن به افکار عمومی هیچ گزارشی ارائه نشده است.
همچنین امیر خجسته، رئیس هیئت تحقیق و تفحص از بنیاد شهید در آذرماه ۱۳۹۶ اعلام کرد که فهرست ۳۱ نفر از بدهکاران بانک سرمایه و بانک دی، متعلق به بنیاد شهید، مشترک است و آنان به همهٔ بانک‌ها «دست انداخته‌اند» و بانک دی را «غارت» و از بانک سرمایه نیز اختلاس کرده‌اند.
ابوالفضل ابوترابی نمایندهٔ مجلس ایران نیز در مصاحبه‌ای به ابعاد فساد در یکی از شرکت‌های وابسته به بنیاد شهید اشاره کرد و در این باره گفت:
شرکت شاهد اکنون در وضعیت بدی قرار دارد. در ۳ سال گذشته به برخی از نورچشمی‌های خود ۱۰۰ میلیارد تومان با سفته وام داده‌اند که اکنون آن اشخاص به دلیل داشتن تخلفات متعدد در زندان به سر می‌برند. مورد دیگر اینکه مسئول وقت شرکت شاهد در آلمان، از بانک‌های آلمانی وام شخصی گرفته است و ملک شرکت را به عنوان وثیقه نزد بانک قرار داده است، امّا به دلیل اینکه اقساط خود را پرداخت نکرده، بانک نیز آن ملک را مصادره کرده است. تخلفاتشان بسیار زیاد است. مورد دیگر اینکه یک قطعه زمین در شمال کشور متعلق به این شرکت را به سوی نابودی برده‌اند و سرنوشت نامعلومی دارد یا برای مثال برای ناهار و شام‌هایی که هیئت مدیره برای خود تدارک می‌داده است، از بهترین رستوران‌ها انتخاب می‌کردند؛ به تعبیری دیگر مثلاً برنج از یک رستوران، سالاد از رستورانی دیگر و مثلاً ماهی از یک رستوران دیگر. به این شکل، هزینه‌های هنگفت شده است. ما در چند دهه اخیر شاهد حیف و میل شدن اموال این شرکت بوده‌ایم. شرکت مشکلات زیادی دارد که به هیچ جایی هم پاسخگو نیست.